# Urosigalphus aquilus
Urosigalphus aquilus är en stekelart som beskrevs av Gibson 1972. Urosigalphus aquilus ingår i släktet Urosigalphus och familjen bracksteklar. Inga underarter finns listade i Catalogue of Life.